# Paolo Bertoli
Paolo Bertoli (ur. 1 lutego 1908 w Poggio Garfagnana – zm. 8 listopada 2001 w Rzymie) – włoski duchowny katolicki, kardynał, kamerling.

## Życiorys
Po ukończeniu seminarium duchownego w Lucca, a następnie studiów prawniczych w Rzymie otrzymał święcenia kapłańskie 15 sierpnia 1930 roku. Trzy lata później rozpoczął pracę w służbie dyplomatycznej Stolicy Apostolskiej. Jego pierwszą placówką była nuncjatura apostolska w Belgradzie. Pierwsze lata drugiej wojny światowej spędził w nuncjaturze w Paryżu, a następnie, w 1942 roku, został przeniesiony na Haiti, gdzie pracował przez kolejne cztery lata. W 1946 roku zamieszkał w Bernie w Szwajcarii. Reprezentował wówczas Stolicę Apostolską na licznych konferencjach międzynarodowych, które odbywały się tam w trudnych latach powojennych. W 1949 roku miał udać się do pracy w nuncjaturze w Pradze, lecz misja ta nie doszła do skutku ze względu na zerwanie przez rząd komunistyczny Czechosłowacji stosunków dyplomatycznych ze Stolicą Apostolską. 24 marca 1952 roku został mianowany arcybiskupem tytularnym Nikomedii. Po konsekracji, która się odbyła 11 maja 1952, udał się z misją do Turcji. W 1953 roku został mianowany nuncjuszem w Kolumbii, w 1959 roku objął placówkę w Libanie, a po roku w Paryżu. 28 kwietnia 1969 roku Paweł VI podniósł go do godności kardynała z tytułem diakona San Girolamo della Carità, powierzając mu stanowisko prefekta Kongregacji Spraw Kanonizacyjnych. Na tym stanowisku pozostawał do 1973 roku. Paweł VI w 1976 roku raz jeszcze posłał go z misją do Libanu, gdzie toczyła się wojna. W 1979 roku został przez Jana Pawła II mianowany Kamerlingiem Świętego Kościoła Rzymskiego; funkcję tę pełnił do 1985 roku, w którym miał wylew i został sparaliżowany.
Brał udział w konklawe po śmierci papieży Pawła VI oraz Jana Pawła I.